# Đuro Ferić Gvozdenica
Đuro (Juraj) Ferić Gvozdenica  (Dubrovnik, 5. lipnja 1739. – Dubrovnik, 13. ožujka 1820.), hrvatski katolički svećenik, isusovac, pjesnik, prevoditelj i skupljač narodnoga blaga.
Iz pučke obitelji. Kad je ukinut isusovački red, bio je učitelj u Dubrovniku te poslije prepozit i biskupski vikar. Bolje je govorio latinski nego hrvatski, jer onda još nije bilo takvih škola.
Pohađao Hrvatski kolegij u Loretu.
Po narodu skupljao običaje, spomenike, pjesme i drugo narodno blago. Narodne je pjesme prevodio na latinski te tumačio priče i poslovice.
Prepjevao Psalam Davidov u heksametrima, a potom u lirskim stihovima. 
Sastavio zbirku Pričice prorečja slovinskijeh (1794.). 
Sačuvano je dopisivanje s njemačkim povjesničarem Johannesom Müllerom i sa splitskim gradonačelnikom Julijem Bajamontijem. Po živom zanimanju za folklornu književnost Ferić je preteča romantizma, odnosno predromantizma. Ukorijenjen je u klasicizmu. Anticipira hrvatski narodni preporod. Sastavio je veliku zbirku narodnih lirskih i epskih pjesama, koje je prevodio na latinski jezik ali nije uspio objaviti. Napisao i mnogo epigrama, parafraza, prijevoda, elegije, povijesni ep, makaronske pjesme. Osobito je važan Opis dubrovačke obale (Periegesis orae Rhacusanae, 1803.), gdje je dao zemljopisne podatke, opisao prirodne ljepote, običaje i povijesne događaje.

## Djela
- Paraphrasis psalmorum poetica, Dubrovnik 1791., Zagreb 1796. i Würzburg 1802.
- Georgii Ferrich Rhacusani Fabulae ab illyricis adagiis despumptae, Dubrovnik, 1794.
- Ad clarissimum virum Joannem Muller Georgii Ferrich Ragusini Epistola, Dubrovnik, 1798.
- Ad clarissimus virum Julium Bajamontium Spalatnesem Georgii Ferrichi Ragusini Epistola, Dubrovnik, 1799.
- Ad clarissimum virum Michaelum Denisum Vindelicum Georgii Ferrich Ragusini epistola, Beč 1798., Dubrovnik, 1824.
- Periegesis orae Rhacusanae, Dubrovnik, 1803.